# Виллер-Бретоннё
Вилле́р-Бретоннё (фр. Villers-Bretonneux) — коммуна на севере Франции, регион О-де-Франс, департамент Сомма, округ Амьен, кантон Амьен-4, Расположена в 18 км к востоку от Амьена и в 2 км от автомагистрали А29. На юге коммуны находится железнодорожная станция Виллер-Бретоннё линии Амьен-Лан.
Население (2018) — 4 482 человек.

## История
Во время Первой мировой войны небольшой городок Виллер-Бретоннё был местом двух ожесточённых сражений между немецкими и союзными войсками с разницей в три недели. Во время Второго сражения при Виллер-Бретоннё 24-26 апреля 1918 года произошло первое прямое столкновение танков воюющих сторон; 24 апреля немцы сумели захватить Виллер-Бретоннё, но на следующий день британско-австралийские части контратаковали и вынудили немцев отступить. В этом сражении погибло более 20 тысяч человек, приблизительно поровну с обеих сторон, в том числе более двух тысяч австралийцев. Победа при Виллер-Бретоннё ежегодно отмечается в Австралии. В память об австралийцах, погибших на территории Франции во время Первой мировой войны, в Виллер-Бретоннё открыт Австралийский военный мемориал.

## Достопримечательности
- Церковь Святого Иоанна Крестителя 1929 года
- Австралийский военный мемориал
- Франко-австралийский музей

## Экономика
Структура занятости населения:
- сельское хозяйство — 2,0 %
- промышленность — 20,7 %
- строительство — 10,9 %
- торговля, транспорт и сфера услуг — 37,4 %
- государственные и муниципальные службы — 29,0 %

Уровень безработицы (2017) — 10,5 % (Франция в целом — 13,4 %, департамент Сомма — 15,9 %). 

Среднегодовой доход на 1 человека, евро (2018) — 22 580 (Франция в целом — 21 730, департамент Сомма — 20 320).

## Демография
Динамика численности населения, чел.

## Администрация
Пост мэра Виллер-Бретоннё с 2020 года занимает Дидье Динуар (Didier Dinouard). На муниципальных выборах 2020 года возглавляемый им независимый список одержал победу во 2-м туре, получив 41,47 % голосов (из четырех списков).
| Период | Период | Фамилия      | Партия                  | Примечания                                      |
| ------ | ------ | ------------ | ----------------------- | ----------------------------------------------- |
| 1971   | 1983   | Клод Лемуэн  | Коммунистическая партия | лаборант, член Генерального совета департамента |
| 1983   | 2008   | Юбер Лельё   | Разные правые           | врач                                            |
| 2008   | 2020   | Патрик Симон | Разные правые           | стоматолог-хирург                               |
| 2020   |        | Дидье Динуар | Разные правые           | руководитель подразделения компании Colas       |

## Города-побратимы
- Робинвейл, Австралия

## Галерея

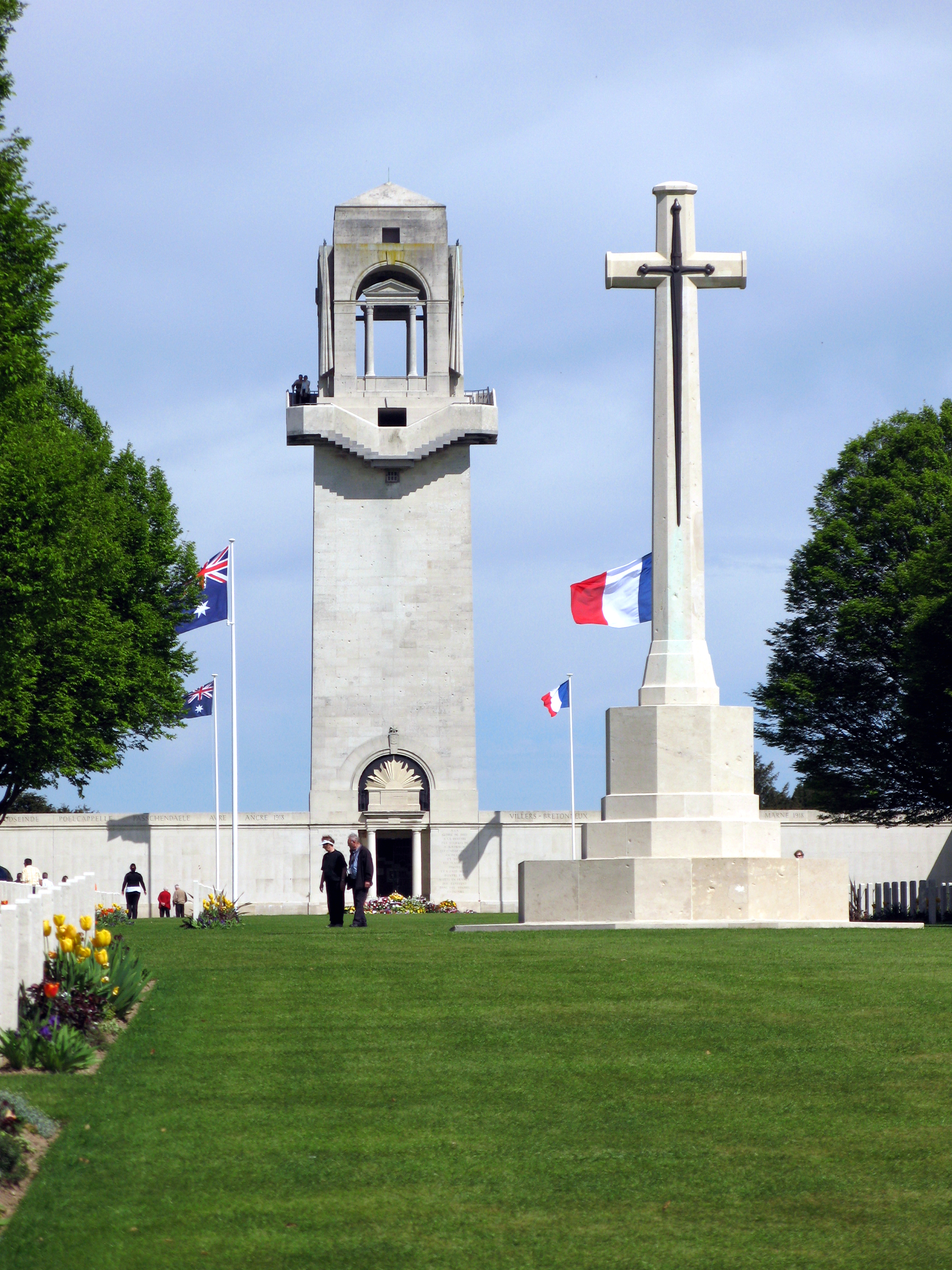
Австралийский военный мемориал
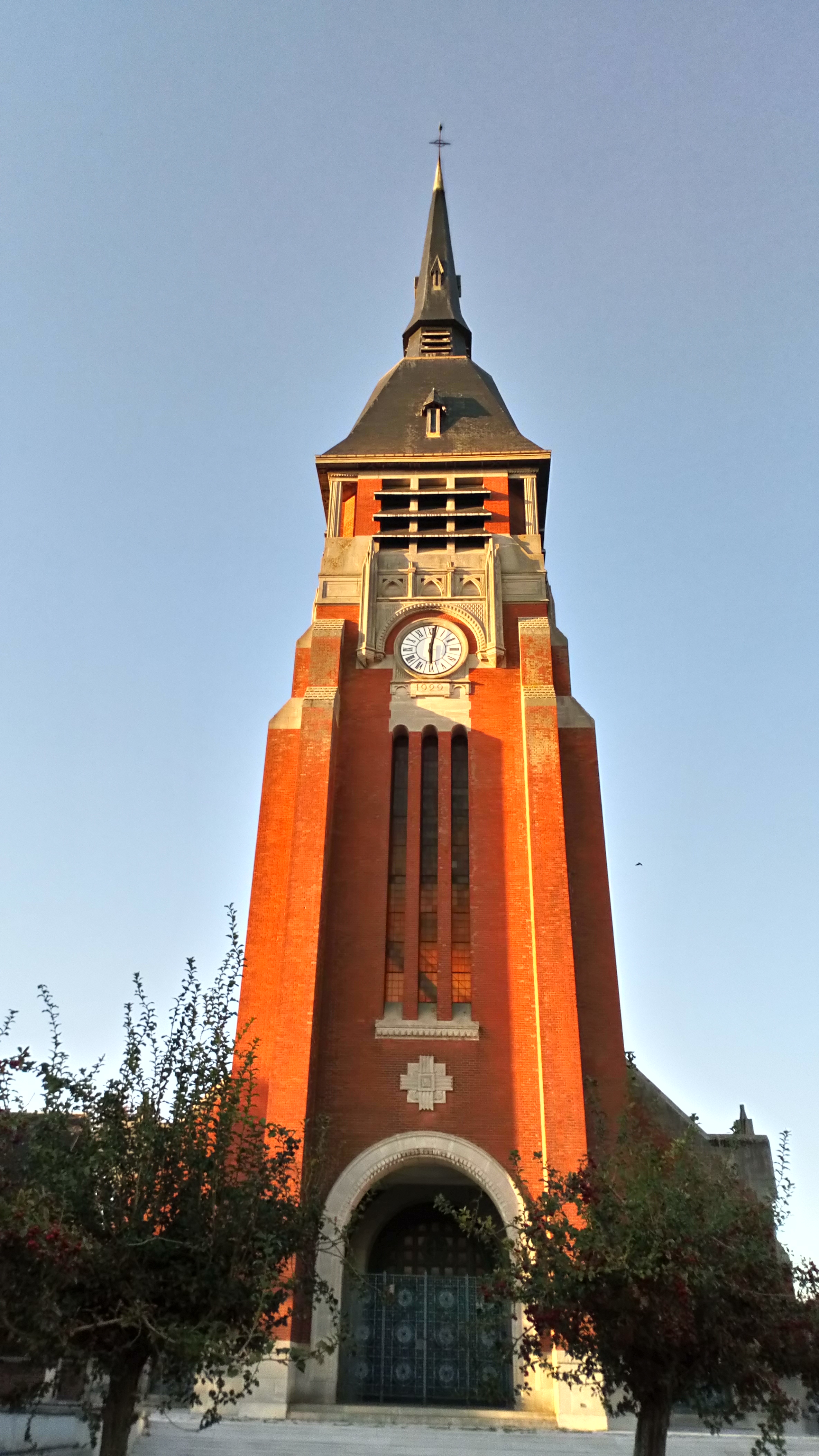
Церковь Святого Иоанна Крестителя

1. 1 2  база данных о французских коммунах — Национальный географический институт Франции, 2015.
2. ↑  https://data.geopf.fr/telechargement/download/GEOFLA/GEOFLA_2-2_COMMUNE_SHP_LAMB93_FXX_2016-06-28/GEOFLA_2-2_COMMUNE_SHP_LAMB93_FXX_2016-06-28.7z — 2016.